# Episodi di Una bionda per papà (quinta stagione)
La quinta stagione della serie televisiva Una bionda per papà, composta da 24 episodi, è andata in onda negli Stati Uniti sul canale ABC dal 22 settembre 1995 al 17 maggio 1996.
| nº | Titolo originale                       | Titolo italiano                | Prima TV USA      | Prima TV Italia |
| -- | -------------------------------------- | ------------------------------ | ----------------- | --------------- |
| 1  | Little Sister Don't Change             | Sorellina non lo fare          | 22 settembre 1995 |                 |
| 2  | Three Girls and a Baby                 | Tre ragazze e un bebè          | 29 settembre 1995 |                 |
| 3  | Party Animal                           | Libertà sfrenata               | 13 ottobre 1995   |                 |
| 4  | Midnight Caller                        | L'urlo di mezzanotte           | 20 ottobre 1995   |                 |
| 5  | Maid to Order                          | Amore e ginnastica             | 27 ottobre 1995   |                 |
| 6  | Don't Ask                              | Sogni infranti                 | 3 novembre 1995   |                 |
| 7  | Hello, Mr. Chips                       | Io tarzan, tu Jane             | 10 novembre 1995  |                 |
| 8  | Roadie                                 | La rock star                   | 17 novembre 1995  |                 |
| 9  | The Wall                               | Il muro                        | 24 novembre 1995  |                 |
| 10 | Baby Come Back                         | La scatola magica              | 1º dicembre 1995  |                 |
| 11 | The Fight Before Christmas             | La lite di Natale              | 15 dicembre 1995  |                 |
| 12 | What's Wrong With This Picture         | Uomini e topi                  | 5 gennaio 1996    |                 |
| 13 | Beautiful Ladies of Wrestling          | Tutto per il Super Bowl        | 12 gennaio 1996   |                 |
| 14 | Torn Between Two Mothers               | Tra due fuochi                 | 26 gennaio 1996   |                 |
| 15 | Snow Bunnies                           | Conigli di neve                | 2 febbraio 1996   |                 |
| 16 | Secret Admirer                         | L'ammiratore segreto           | 9 febbraio 1996   |                 |
| 17 | Forever Young                          | L'importante è restare giovani | 16 febbraio 1996  |                 |
| 18 | Guess Who's Coming to Dinner?          | Indovina chi viene a cena      | 23 febbraio 1996  |                 |
| 19 | Do the Right Thing                     | Fai la cosa giusta             | 8 marzo 1996      |                 |
| 20 | The Bodyguard Formerly Known as Prince | La catena di Sant'Antonio      | 15 marzo 1996     |                 |
| 21 | Major Pain                             | Il test per la laurea          | 26 aprile 1996    |                 |
| 22 | We're Going to Disney World (1)        | Tutti a Disneyland - 1ª parte  | 3 maggio 1996     |                 |
| 23 | We're Going to Disney World (2)        | Tutti a Disneyland - 2ª parte  | 10 maggio 1996    |                 |
| 24 | Men at Work                            | Club per soli maschi           | 17 maggio 1996    |                 |

## Sorellina non lo fare
- Titolo originale: Little sister don't change
- Diretto da: Joel Zwick
- Scritto da: John Wierick e Brian Bird

### Trama
Cody promette a Dana di farla uscire con Brad Pitt, suo caro amico e star del cinema, senza sapere di quanto l'uomo, che a parole di Cody trova la giovane favolosa, sia famoso e importante. La ragazza, inizialmente scettica, inizia pian piano a convincersi e, in preda all'eccitazione, accetta l'appuntamento. Solo quando Cody fa incontrare i due, Dana scopre che l'uomo promessole non è il Brad Pitt famoso del cinema, ma un quasi omonimo Brad Pit, che in passato aveva recitato come comparsa in un film, e decisamente molto meno attraente del divo hollywoodiano; per nulla contenta della scoperta, la ragazza fugge disperata all'idea di uscire con lui.
Intanto, Carol scombina i piani di Mark e dei suoi amici, impedendo loro di vedere un film horror al cinema; per vendicarsi, i ragazzini si chiudono in una stanza a fumare dei sigari. I genitori scoprono la marachella quando il giovane rientra a casa barcollando e con urgente bisogno di andare in bagno a vomitare. Frank, invece di punirlo, gli spiega che quello che ha fatto ha sbagliato, e che ci sono altri modi per "sentirti adulti".
Inoltre, JT e il suo amico Rich decidono di andare al drive in a vedere French Kiss, invitando due ragazze con l'obiettivo di passare la serata a baciarle. JT rimane malissimo quando scopre che la ragazza invitata da Rich è la sorellina Al, e cerca di ordinarle di annullare l'appuntamento. La giovane non ci sta e decide di andare al cinema lo stesso. Per l'inizio della serata, JT è impegnato a tenere d'occhio la sorella e Rich, per evitare che i due inizino a baciarsi. In seguito però la ragazza gli spiega che, essendo cresciuta e avendo ormai 16 anni, ritiene di avere il diritto di avere tutti i ragazzi che vuole. Alla fine arriva l'accordo tra i due, con Al che promette al fratello di non farsi più trovare a baciare ragazzi davanti a lui. I loro appuntamenti sono però rovinati, dato che, nel tornare in auto per godersi il resto del film, trovano i rispettivi compagni a scambiarsi effusioni.
- Guest star: Brent Corman (Mason), Theodore Borders (Ben), Jennifer Aspen (Pepper), Travis McKenna (Brad Pit)

## La rock star
- Titolo originale: Roadie
- Diretto da: Patrick Duffy
- Scritto da: Larry Kase e Joel Ronkin

### Trama
Karen, JT ed Al chiedono insistentemente a Frank di comprare per loro una terza automobile. Grazie anche all'aiuto di Carol questo finalmente si convince, lasciando tutti a bocca aperta quando torna a casa con una splendida Ford Mustang del 1967, la macchina dei suoi sogni di quando era ragazzo. Proprio perché è la macchina dei suoi sogni, Frank inizialmente vorrebbe tenerla per sé, tornando a vivere alla maniera degli anni sessanta. Ma ben presto si rende conto che la macchina è dei ragazzi, e quindi finalmente concede loro la libertà di usarla quando vogliono per soddisfare i loro desideri.
Nel frattempo, una famosa rockstar, Christie Rose, la preferita di Mark, è in tournée a Port Washington. Cody ottiene un lavoro come regolatore del volume, ma ben presto inizia ad andare molto d'accordo con la ragazza, che gli chiede di diventare la sua guardia del corpo. Il giovane accetta e la presenta a Mark, che rimane senza fiato. Quando Christie deve lasciare la città, chiede a Cody di seguirla nella sua tournée, ma questo, dopo aver riflettuto a lungo, decide che la vita da rockstar non fa per lui, e quindi, seppur molto dispiaciuti, i due sono costretti ad abbandonarsi.
- Guest star: Deborah Gibson (Christi Rose), Matthew Michael Mahoney (guardia del corpo), Jonah Roney (fan), Jonah Rooney (fan)

## La lite di Natale
- Titolo originale: The Fight Before Christmas
- Diretto da: Joel Zwick
- Scritto da: Howard Adler e Robert Griffard

### Trama
Per mettere da parte dei soldi per una vacanza in montagna, JT lavora come venditore di alberi di Natale. Il suo capo è interessato solo a fare soldi, mentre un anziano collega preferisce il sorriso sul volto di un bambino. Nasce così una disputa su un albero, il migliore del lotto, che il vecchio promette ad un ragazzino di nome Jimmy, nonostante questo non abbia i soldi per pagarlo. JT, dopo aver riflettuto molto sulla situazione, mette da parte l'avarizia e consente a Jimmy di portarsi via l'albero, a sue spese. Nel frattempo, Cody provoca un sovraccarico nel tentativo di accendere troppe luci natalizie. Inoltre, un vecchio amico di Frank torna a Port Washington e Carol organizza un appuntamento tra il figlio dell'uomo e Al. I due inizialmente non vanno per nulla d'accordo, ma alla fine vengono scoperti a baciarsi nel furgone di Frank che per questo caccia di casa l'amico, proprio la vigilia di Natale. L'intervento di Carol ripara le cose.

## Uomini e topi
- Titolo originale: What's Wrong With This Picture
- Diretto da: Joel Zwick
- Scritto da: Brian Bird e John Wierick

### Trama
Dana ha l'occasione di farsi ritrarre da una famosa pittrice astratta piuttosto eccentrica. Questa le chiede di posare nuda, e la giovane accetta, convinta che nel ritratto finale non sarebbe stata riconoscibile. Invece, a sorpresa, l'artista decide di cambiare stile per questo dipinto, ritraendola, a sua insaputa, completamente nuda. Molto orgogliosa di aver ispirato un'opera così importante, decide di invitare all'asta in cui il quadro verrà venduto tutta la famiglia. Ma quando la pittrice svela il suo cambiamento di rotta, Carol, disperata, arriva ad offrire una quantità spropositata di denaro per superare le offerte di pervertiti che volevano acquistare il quadro. Infine, l'offerta più alta è quella della stessa autrice che, cambiando di nuovo idea sullo stile utilizzato, riacquista il quadro e lo distrugge.
Intanto, JT chiede ad una ricca ragazza di uscire, figlia di un boss della criminalità, che pretende di essere trattata come una regina, costringendo il giovane a ricoprirla di regali.
Inoltre, Frank scopre un topo nella soffitta, e decide di catturarlo da solo invece che lasciarlo fare a uno sterminatore, ma questo si dimostra più furbo di lui che, preso dall'ira, finisce per sfondare il pavimento e precipitare in camera da letto.
- Guest star: Robin Bliley (Casey Maxwell), Melanie Wilson (Jayne McNeil), Peter Dennis (banditore), Don Bovingloh (mediatore), Don McMillan (Joe)

## Tutto per il Super Bowl
- Titolo originale: Beautiful Ladies of Wrestling
- Diretto da: Patrick Duffy
- Scritto da: Casey Maxwell Clair

### Trama
JT e Frank partecipano ad un match di wrestling per vincere i biglietti del Super Bowl XXX. Vestiti da donna, devono subire gli attacchi di due ragazze per vincere il premio.
- Guest star: Brian Wagner (Roland), Charli Haynes (Battery), Spice Williams (Assualt), Theodore Borders (Ben), Jim Holmes (DJ Dan), Jeanette Miller (sig.ra Whitney)

## Indovina chi viene a cena
- Titolo originale: Guess Who's Coming to Dinner?
- Diretto da: Patrick Duffy
- Scritto da: Cary Okmin

### Trama
Grazie al suo cappello di formaggio, Cody ha l'incredibile dono di poter prevedere il futuro, e particolarmente di scoprire in anticipo i numeri vincenti della lotteria. Pensando che essere ricchi porta solo grane, il giovane decide di non sfruttare in alcun modo questo potere; invece Karen, Mark e Brendan non la pensano allo stesso modo e lo convincono a predire i numeri per loro. Ma, al momento dell'estrazione, questi rimangono delusi quando scoprono che dopo averli detti a loro, Cody li ha resi pubblici, portando così ad un numero estremamente elevato di vincitori e quindi un guadagno praticamente irrisorio. 
Nel frattempo, Dana conosce un ragazzo che le piace molto, e lo presenta a Frank e Carol come "quello giusto". Ma, invitatolo a casa, si scopre che il giovane, psicologo in erba, è decisamente borioso e vanitoso, credendosi superiore a tutti e invitando i genitori della ragazza a fare una visita psichiatrica. Come prevedibile, Frank lo caccia di casa.
Inoltre, JT, mentre compra le pappe per la sorellina Lily, viene scambiato dalla commessa per il padre della piccola, e questo, per tentare di fare conquista, le lascia intendere che le cose stanno veramente così.
- Guest star: Michael B. Silver (Fleming Adler), Ginny Schrieber (Laura)

## Tutti a Disneyland - 1ª parte
- Titolo originale: We're Going to Disney World (1)
- Diretto da: Richard Correll
- Scritto da: Brian Bird e John Wierick

### Trama
- Guest star: Jason Marsden (Rich Halke), JD Roberto (cowboy), Ruth Boswell (MC), Erika Gabaldon (Ashley), Joanna García (Chelsea), Julie Uribe (Julie), Jeff Juday (Flash), June Lockhart (mamma Lambert)
- Nota. Prima parte di un episodio diviso in due. Filmato a Walt Disney World Resort in Orlando (Florida).

## Tutti a Disneyland - 2ª parte
- Titolo originale: We're Going to Disney World (2)
- Diretto da: Richard Correll
- Scritto da: Casey Maxwell Clair

### Trama
- Guest star: Jason Marsden (Rich Halke), Steve Zurk (manager), Key Howard (Marcello), Kelly Collins (Becky Sue), James Stolper (operatore dell'ascensore), Jim McClellan (papà), J.J. Ward (Teddy), JD Roberto (cowboy), Ruth Boswell (MC), Julie Uribe (Julie), Jeff Juday (Flash), Dennis Neal (annunciatore)
- Nota. Seconda parte di un episodio diviso in due. Filmato a Walt Disney World Resort in Orlando (Florida).